# Stadtwerke Unna
Die Stadtwerke Unna  GmbH (SWU) ist ein kommunales Versorgungsunternehmen in Unna. Das Unternehmen ist tätig in der Strom-, Erdgas-, Nah- und Fernwärmeversorgung, in der Energieberatung und Energiedienstleistung. Es betreibt im Auftrag der Kommune auch die städtischen Tiefgaragen sowie eine Schwimmsporthalle.

## Tätigkeit
Die Stadtwerke Unna beliefern das Stadtgebiet von Unna mit Gas, Strom und Nah- und Fernwärme. Das Erdgas wird vollständig extern bezogen, der Strom nur zum Teil. Rund 19 Prozent der elektrischen Energie werden in Blockheizkraftwerken, in Windenergieanlagen und durch Fotovoltaikanlagen im Stadtgebiet produziert, eingespeist und verteilt. Darüber hinaus liefern die  Blockheizkraftwerke Fernwärme für große Siedlungsbereiche, öffentliche und private Gebäude wie auch für Freizeitanlagen. Nahwärme wird in 39 Anlagen erzeugt. Sie betreiben zudem die Schwimmsporthalle am Bergenkamp und die städtischen Parkgaragen.
Die Stadtwerke sind sowohl Energieerzeuger wie Energieverteiler. Für die Energieverteilung betreiben die Stadtwerke Unna weit verzweigte Netze an Gas-, Strom- und Wärmeleitungen. Umfangreiche Netzübernahmen haben 1998 dazu geführt, dass sich der damalige Vorlieferant VEW mit 24,1 Prozent an den Stadtwerken Unna beteiligte. Mit Wirkung vom 23. Februar 2001 wurde die Beteiligung, die im Rahmen der Fusion der VEW ENERGIE AG und der RWE AG zunächst in der RWE NET AG gehalten wurde, im Rahmen einer Gesamtrechtsnachfolge auf die RWE Energy AG und dann auf die heutige RWE RWN Beteiligungsgesellschaft mbH übertragen.
In den 1990er Jahren haben die Stadtwerke Unna begonnen, sich in einer wandelnden Energiewirtschaft neu zu formieren. Ziel war dabei neben der Optimierung der wirtschaftlichen Ergebnisse die Optimierung der ökologischen Ergebnisse: Zum einen den Energieverbrauch zu drosseln und zum anderen die Energieeffizienz zu erhöhen. Vor diesem Hintergrund haben die Stadtwerke Unna neue Geschäftsfelder entwickelt. Im Vordergrund stehen die offensive Energieeffizienzberatung für Haushalte und Unternehmen. Diese Energieberatung ist eng verknüpft mit Contracting-Leistungen. Das Unternehmen plant, finanziert, installiert und betreibt im Auftrag Dritter größere und kleinere Heizungsanlagen (konventionelle Systeme, Micro-BHKW) sowie Fotovoltaik-Anlagen. Im Zuge ihrer strategischen Weiterentwicklung haben sich die Stadtwerke Unna an dem Stadtwerke-Verbund Trianel beteiligt. Die Trianel-Beteiligungen am Neubau und Betrieb eines Gas- und Dampf-Kraftwerkes sowie an einem Erdgasspeicher und einem Offshore-Windpark dienen der Versorgungssicherheit, der Unabhängigkeit von großen Vorlieferanten und der Weiterentwicklung einer ökonomischen und ökologischen Optimierung beim Energiebezug. Im Jahre 2011 versorgte das kommunale Unternehmen die Kunden mit 363 Mio. Kilowattstunden Strom, 719 Mio. Kilowattstunden Erdgas und 42 Mio. Kilowattstunden Wärme.
Das Versorgungsnetz erstreckt sich über das Stadtgebiet von Unna. Den größten Teil der Energie beziehen die Stadtwerke Unna von Vorlieferanten. Darüber hinaus sind sie dazu übergegangen, Energie auf möglichst umweltschonendem Wege selbst zu erzeugen. Dazu sind fünf Blockheizkraftwerke, eine Windenergieanlage und Fotovoltaik-Anlagen in Unna realisiert worden.
Die Stadtwerke Unna erhielten beim Deutschen Umwelt-Reporting Award 2005 der deutschen Wirtschaftsprüferkammer in der Kategorie der kleinen und mittelständischen Unternehmen die Auszeichnung für den besten Umweltbericht Deutschlands.

## Geschichte

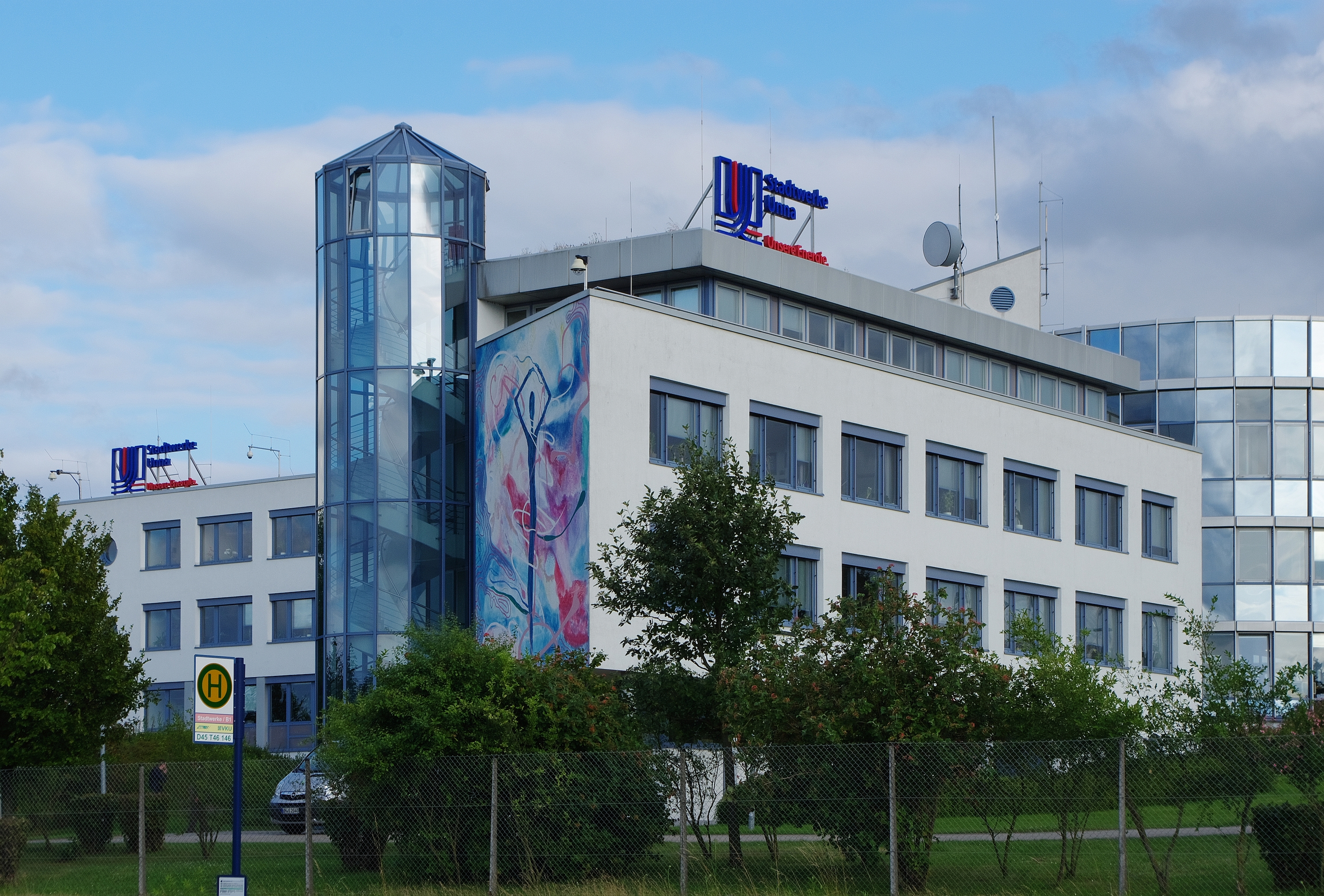
Zentrale der Stadtwerke Unna

Mit der Gründung der Stadt-Unnaer Gasanstalt zur Erzeugung von Kokereigas, die am 10. November 1860 an der heutigen Leibnizstraße ihren Betrieb aufnahm, entstanden die späteren Stadtwerke Unna. 1897 erfolgte die  Verlegung der Gasproduktion nach Königsborn zur heutigen Zechenstraße. 1907 begann  die Aufnahme der Stromversorgung. 1937 erfolgte der Anschluss an das Ferngasnetz der VEW. Der heutige Name Stadtwerke Unna setzte sich 1940 durch.
1975 kam es zur Umstellung der Gasversorgung von Kokereigas auf das umweltschonende Erdgas. 1989 erfolgte eine Umgründung des vormaligen Eigenbetriebs der Stadt Unna zur Stadtwerke Unna GmbH. 1991 war die Übernahme der Gasversorgung im Stadtteil Massen.
1991 begann der Ausbau der flächendeckenden Gasversorgung in allen Unnaer Stadtteilen. 1992 erfolgte die Eröffnung des Energieberatungszentrums an der Massener Straße und die Inbetriebnahme des ersten Blockheizkraftwerks Brockhausplatz/Gartenvorstadt zum Ausbau der Wärmeversorgung.
1993 folgte die Inbetriebnahme der Windenergieanlage Ostenberg/Billmerich, 1994 der Blockheizkraftwerke Königsborn und Eissporthalle, 1995 der Wasserkraftanlage Speicher Schürmann/Unna-Süd und 1996 des Blockheizkraftwerks Freizeitbad Massen.
1997 war Baubeginn für die neue Stadtwerke-Zentrale im Indu-Park an der B1 / Heinrich-Hertz-Straße als Abschluss des Modellprojekts Kommunales Energiemanagement (KEM). Der Bezug der neuen Stadtwerke-Zentrale war im Juli 1998. 2001 war Eröffnung des Treffpunkts Energie. Das Virtuelle Kraftwerk nahm 2004 seinen Betrieb auf. Unna beteiligt sich 2006 als erste Stadt des Kreises an der bundesweiten Kampagne SolarLokal. Im selben Jahr war Eröffnung einer eigenen Wetterstation auf dem SWU-Betriebsgelände und Inbetriebnahme der Fotovoltaik-Anlage am Schulzentrum Nord.
Der erste bürgerschaftlich finanzierte Solarfonds (UN-Solar1) wurde 2007 aufgelegt.
Mit ihm sollen Fotovoltaik-Großanlagen auf Schul- und Firmendächern realisiert werden. 2011 stieg die Stadtwerke Unna GmbH als eines der ersten Stadtwerke dieser Größenklasse in Deutschland in die E-Mobility ein. Man bietet den Bürgern im ersten Schritt durch Anschaffung von Elektrotankstellen und drei Elektroautos, Elektroroller und E-Bikes an. Zugleich erfolgte ein Führungswechsel, der Geschäftsführer Jänig wurde durch Jürgen Schäpermeier abgelöst.

## Umweltschutz
Die Stadtwerke Unna waren 1996 einer der ersten Branche, der sämtliche Betriebsabläufe nach der damaligen EG-Öko-Audit-Verordnung prüfen ließ. Seither werden die Stadtwerke regelmäßig nach der europäischen EMAS-Verordnung zertifiziert, wobei EMAS die Abkürzung für Eco-Management and Audit Scheme ist und die anspruchsvollste Norm im Umweltmanagementbereich darstellt. Der Kern von EMAS ist das Umweltmanagementsystem, das die Organisationsstrukturen und Abläufe im betrieblichen Umweltschutz festlegt. Wichtige Elemente sind dabei die kontinuierliche Verbesserung der Umweltleistung, die jährliche Überprüfung des Systems durch einen externen unabhängigen Gutachter sowie die interne und externe Umweltkommunikation. Dabei werden auch alle Beschäftigten in den Prozess einbezogen, zum Beispiel durch das betriebliche Vorschlagswesen, Aushänge, das Intranet, interne Informationsmaterialien und spezielle EMAS-Informationstage. Dies soll der Identifizierung der Mitarbeiter mit den Umweltschutzinteressen des Unternehmens dienen und dafür sorgen, dass Umweltmanagement „gelebt“ wird.
„Sehr gut“ lautete die Wertung des Umweltgutachters nach der jährlichen Ökoaudit-Prüfung des kommunalen Energieunternehmens am 19. Mai 2011. Die Stadtwerke Unna können weiterhin das Siegel für ein erfolgreiches Umweltmanagement nach EMAS II (EU-Ökoaudit) und ISO 14001 vorzeigen.
Die Erfolge sind beachtlich: 125.637 Tonnen des klimaschädlichen Kohlendioxides sparten die Stadtwerke Unna allein im vergangenen Jahr durch ihre ökologischen Verbesserungsmaßnahmen ein. Vom Energiecheck für Unternehmen bis hin zum E-Tipp für Verbraucher reichen die Anreize für alle Kunden, Energie einzusparen und effizienter einzusetzen. Gleichzeitig förderten die Stadtwerke erfolgreich den Einsatz erneuerbarer Energien: Der gesamte SWU-Strom stammt zu 81 Prozent (BRD: 17 %) aus regenerativen Energien, nur zu 5 Prozent (BRD: 25 %) aus Kernenergie und zu 14 Prozent (BRD: 58 %) aus fossilen Energien wie Öl, Kohle oder Erdgas.

## Beteiligungen
Im Jahr 2011 gehören die Stadtwerke Unna zu 76 % den Wirtschaftsbetrieben der Stadt Unna, die Kreisstadt Unna hält nach Auslaufen der RWE-Beteiligung treuhänderisch den restlichen 24 %-Prozentanteil.
Die Stadtwerke sind außerdem an folgenden Unternehmen beteiligt:
- Stadtwerke Döbeln GmbH (9,35 %);
- Trianel GmbH (0,37 %);
- Trianel Gaskraftwerk Hamm GmbH & Co. KG (0,6 %);
- Trianel Service GmbH (10,0 %);
- Trianel Gasspeicher Epe GmbH & Co.KG (5,9 %)
- Trianel Windpark Borkum GmbH & Co. KG (3,84 %);